# Tabanus indicus
Tabanus indicus är en tvåvingeart som beskrevs av Fabricius 1805. Tabanus indicus ingår i släktet Tabanus och familjen bromsar. Inga underarter finns listade i Catalogue of Life.